# Ryszard Szunke
Ryszard Stefan Szunke (ur. 10 czerwca 1934 w Kielcach) – polski polityk, poseł na Sejm PRL IX kadencji.

## Życiorys
Był bezpośrednim świadkiem pogromu kieleckiego (1946). W 1952 został inspektorem sanitarnym w Szczecińskim Urzędzie Morskim. Od 1958 pracował w prezydium Powiatowej Rady Narodowej w Świnoujściu, skąd w 1960 przeniesiono go do pracy w prezydium Wojewódzkiej Rady Narodowej w Szczecinie (był tam starszym inspektorem, kierownikiem referatu i starszym inspektorem nadzoru). W 1961 uzyskał tytuł zawodowy magistra inżyniera rolnictwa w Wyższej Szkole Rolniczej w Szczecinie. Od 1965 do 1973 był pracownikiem Wojewódzkiego Zarządu Gospodarki Wodnej i Melioracji, a w latach 1975–1980 był głównym specjalistą w Wojewódzkim Zarządzie Inwestycji Rolniczych w Szczecinie. W 1980 został prezesem Wojewódzkiego Komitetu Zjednoczonego Stronnictwa Ludowego w Szczecinie. Był radnym Wojewódzkiej Rady Narodowej w Szczecinie, a także zastępcą przewodniczącego Rady Wojewódzkiej PRON. W latach 1985–1989 pełnił mandat posła na Sejm PRL IX kadencji w okręgu Szczecin z ramienia ZSL, zasiadając w Komisji Współpracy Gospodarczej z Zagranicą oraz w Komisji Nadzwyczajnej do rozpatrzenia projektów ustaw zmieniających przepisy dotyczące rad narodowych i samorządu terytorialnego.